# Mode & Kant Museum

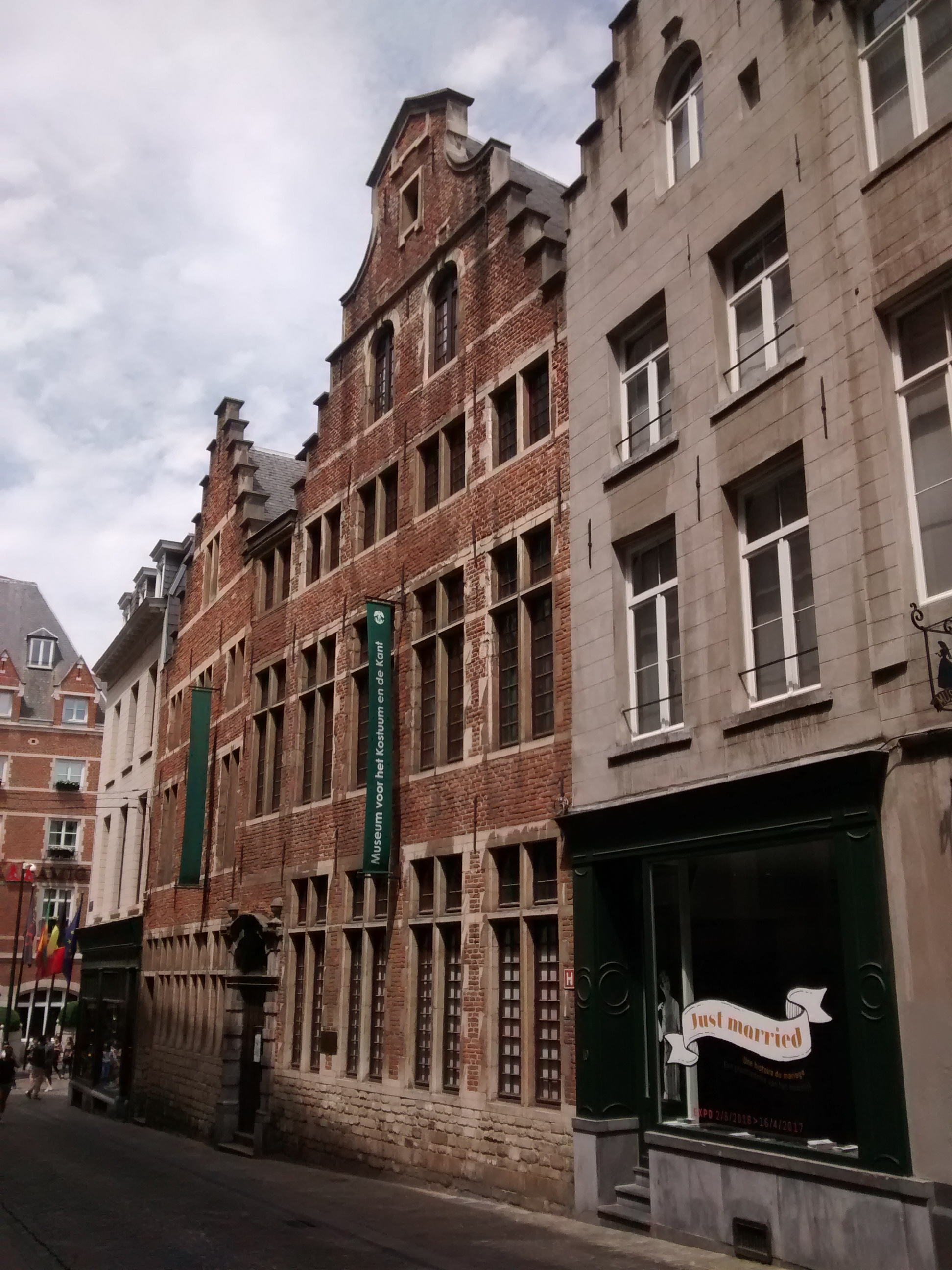
Museum voor het Kostuum en de Kant

Het Mode & Kant Museum is een museum in Brussel, aan de Violetstraat.
In twee 18de-eeuwse gebouwen met trapgevels is een museum ondergebracht gewijd aan een van de succesvolste exportproducten van Brussel - kant. De kantmakers hebben sinds de 12de eeuw een belangrijke economische rol gespeeld voor de stad. Het museum geeft een beeld van de geschiedenis van dit ambacht. Op de begane grond zijn kostuums uit de 18de tot 20ste eeuw te bewonderen, gedragen door poppen. Ze laten zien welke rol kant door de eeuwen heen in de mode is blijven spelen. Op de tweede verdieping is er een zorgvuldig bewaarde collectie antieke kant van de diverse kantmakersscholen uit Frankrijk, Vlaanderen en Italië.